# Leyes de la Gestalt
Las leyes de la Gestalt, para la psicología de la Gestalt, son una serie de reglas que explican el origen de las percepciones a partir de los estímulos. Existen múltiples reglas particulares, que se fundamentan en dos reglas generales: la ley de buena forma y la ley de figura y fondo.

## Leyes generales

### Ley de figura y fondo
La figura es la zona de la percepción en la que se centra la conciencia y el fondo es el resto de la percepción. La ley establece que no es posible percibir simultáneamente la misma zona como figura y fondo, por lo que siempre existen elementos en los que la conciencia se centra y elementos que esta ignora. Cuando no existe dicha oposición de un modo literal, la mente la provoca, mediante el contenido del inconsciente. La percepción subliminal es la percepción del fondo que no llega a hacerse figura y, por lo tanto, no llega a la conciencia, pero influye, de todas maneras, en el inconsciente. La percepción de figura y fondo puede depender de factores tales como la profundidad, la distancia y la oclusión.

### Ley de pregnancia o buena forma
Uno de los principios fundamentales de la percepción para los gestaltistas es la llamada ley de la prägnanz (traducido generalmente del alemán como pregnancia o, mejor aún, como principio de la buena forma), que afirma la tendencia de la experiencia perceptiva a adoptar las formas más simples posibles. Las partes de una figura que tiene "buena forma" o que indican una dirección o destino común forman con claridad unidades autónomas en el conjunto. Esta ley permite la fácil lectura de figuras que se interfieren formando aparentes confusiones, pero en donde prevalecen sus propiedades de "buena forma" o destino común, se ven como desglosadas del conjunto.
La ley de la buena forma establece que la mente atribuye la mejor forma posible a la percepción. Esta ley se compone de leyes particulares, ya que la mente emplea varios criterios para determinar cuál forma es mejor. De ese modo, se puede hablar de la ley del cierre, del contraste, de la proximidad, de la semejanza, de la continuidad, del movimiento común, entre otros. En las ilusiones ópticas paradójicas, la mente intenta atribuir formas conocidas a las partes de una forma desconocida, pero, cuando se ensambla la totalidad, se produce un error.

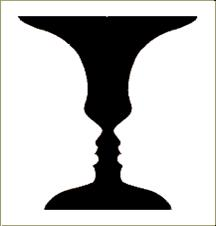
Ley de figura y fondo

## Leyes particulares
Entre otras, se puede mencionar:
- Ley del Contraste: Una forma es mejor percibida cuanto mayor sea contraste entre el fondo y la figura.[1][3]
- Ley de Jerarquización: Una forma es mejor percibida cuanto más principal y menos accesoria la mente la interprete.[3]
- Ley de Birkhoff: Una forma es mejor percibida cuantos más ejes tenga.[3]
- Ley de Memoria: Una forma es mejor percibida cuantas más veces haya sido vista.[3]
- Ley del Cierre: Una forma es mejor percibida cuanto más cerrada sea. Si un contorno no está completamente cerrado, la mente tiende a cerrarlo.[1][2][3]
- Ley de la Continuidad: Una forma es mejor percibida cuanto más continua sea. Si el patrón se rompe, la mente tiende a continuarlo.[1][2]
- Ley de la Proximidad: Los elementos aislados, pero con cierta cercanía, tienden a ser considerados como grupos.[1][2][3]
- Ley de la Simetría: Los elementos aislados, pero con cierta simetría, tienden a ser considerados como grupos.[2]
- Ley de la Semejanza: Los elementos aislados, pero con cierta semejanza, tienden a ser considerados como grupos.[1][2]
- Ley del Movimiento Común: Los elementos aislados, pero con movimiento común, tienden a ser considerados como grupos.[1][2]
- Ley de Invariancia Topológica: Una buena forma resiste a las deformaciones a las que sea sometida.[3]
- Ley de Enmascaramiento: Una buena forma resiste a las perturbaciones a las que sea sometida.[3]

Ley del cierre

Ley de semejanza

Ley de la proximidad

### Principio de semejanza
La mente agrupa los elementos similares en una entidad. La semejanza depende de la forma, del tamaño, del color y de otros aspectos visuales de los elementos. Además semeja las agrupaciones existentes en nuestra realidad a partir de la experiencia o praxis vivencial de nuestra memoria icónica.

### Principio de proximidad
Habla del agrupamiento parcial o secuencial de elementos que lleva a cabo la mente, con base en la distancia. Los objetos adjuntos tienden a ser vistos como una unidad. Los estímulos que están próximos tienden a percibirse como parte de las mismas unidades.

### Principio de simetría
Las imágenes simétricas son percibidas como iguales, como un solo elemento, en la distancia. Este principio tiene tal trascendencia que va más allá del campo de la percepción de las formas y constituye uno de los principios o fenómenos fundamentales de la naturaleza. La biología, la matemática, la química y la física, incluso la misma estética, se organizan siguiendo las leyes especulares, simples o múltiples, de la simetría.

### Principio de continuidad
Los detalles que mantienen un patrón o dirección tienden a agruparse juntos, como parte de un modelo. Es decir, percibimos elementos continuos aunque estén interrumpidos entre sí. Tiene elementos de cierre porque las partículas independientes tratan de formar figuras, partiendo de la ley de cierre. De igual modo, toma propiedades de la ley de buena figura o destino común, al generar la elección de las formas más simples y rotundas. También toma elementos de la ley de experiencia, pues se decide por aquellas formas que tienen figuras reconocibles o son más familiares para la persona que percibe (llamado perceptor). Este principio tiene como caracteres propios la manera de presentarnos las formas. Estas se nos muestran de manera incompleta, inconclusas, como abreviaturas o como esquemas de fácil interpretación.

### Principio de dirección común
Implica que los elementos que parecen construir un patrón o un flujo en la misma dirección se perciben como una figura. Por ejemplo, las bandadas de pájaros que vuelan como un todo, es decir, como si se tratara de un organismo único.

### Principio de simplicidad
La ley de la simplicidad denota a un objeto o imagen de la manera más practica posible sin buscar alteración alguna.

### Principio de igualdad o equivalencia
Dice que, cuando concurren varios elementos de diferentes clases, hay una tendencia a constituir grupos con los que son iguales. Esta experiencia la presentamos aislada, para evitar la influencia de otras leyes y por ello están equidistantes todos los elementos integrantes. Si las desigualdades se basan en el color, el efecto es más sorprendente que en la forma. Ahondando en las desigualdades, si se potencian las formas iguales, con un color común, se establecen condicionantes potenciadores, para el fenómeno agrupador de la percepción. En el caso de que el color no sea común en ambas figuras, acceden ampliamente a ser vistas como experiencia visionaria.

### Principio del cerramiento o del cierre
Las líneas que circundan una superficie se captan, en igualdad de circunstancias, más fácilmente como unidad o como figura, en comparación con aquellas otras que se unen entre sí. Las circunferencias, cuadriláteros o triángulos producen el efecto de cierre. Esta nueva ley parece ser operativa porque señala el hecho de que las líneas rectas paralelas forman grupos más definidos y estables que los puntos, que delimitan un espacio con más dificultad.

### Principio de experiencia.
Asegura que, desde el punto de vista biológico, el propio sistema nervioso se ha ido formando por el condicionamiento del mundo exterior.
Ernst Mach definió las propiedades de las formas especiales y auditivas como totalidades principales perceptuales. Estas formas poseen cualidades que las distinguen de sus elementos; las sensaciones se organizan en la conciencia y crean cualidades formales que pueden ser novedosas.
- Pensamiento holístico: el todo es siempre más que la suma de sus partes.
- Fundamentos fenomenológicos: los fenómenos son objeto de estudio de interés para la psicología. El análisis psicológico debe proceder de los fenómenos a su esencia.
- Metodología: la psicología de la Gestalt realiza experimentos parecidos a los sucesos de la vida (realidad) empleando pocos sujetos.
- Isomorfosis: los procesos psicológicos se relacionan de modo directo con procesos biológicos, en especial cerebrales.

Estas percepciones, afirmaba Edgar Rubin, surgen como un todo y en forma gradual. Tales figuras demuestran que nuestras percepciones son activadas, vívidas y organizadas; no somos simples receptores pasivos de estímulos sensoriales.
Los psicólogos de la Gestalt afirmaron que los principios de la organización perceptual no solo explican nuestras percepciones visuales, sino también nuestras percepciones auditivas y táctiles y procesos mentales superiores tales como la memoria.